# Moses Kiptanui
Moses Kiptanui (nacido el 1 de octubre de 1970 en el distrito de Marakwet, Kenia) es un atleta de media y larga distancia más famoso por los 3000 m obstáculos en donde fue el atleta número uno de 1991 a 1995 y tres veces Campeón Mundial. Kiptanui fue también el primer hombre en correr 3000 m obstáculos en menos de ocho minutos.
Kiptanui apareció en 1991 como un atleta relativamente desconocido. Ganó varias carreras Grand prix de la temporada. Celebró especialmente una victoria espectacular en Zúrich donde se cayó al suelo en la última vuelta pero aun así ganó fácilmente.
Su victoria en el Campeonato mundial de atletismo de 1991 en Tokio por tanto no fue una sorpresa. Para la gran decepción de muchos observadores no fue incluido en el equipo keniano en los Juegos Olímpicos de Barcelona 1992. Kiptanui no logró clasificarse en las pruebas de selección en Nairobi (Kenia).
Sin embargo, poco después de las Olimpiadas estableció un nuevo récord mundial en los 3000 m en Colonia con un tiempo de 7:28.96 min. Solo tres días después también rompió el récord mundial en los 3000 m obstáculos con 8:02.08 min en Zúrich. El año siguiente, defendió el título de Campeón Mundial fácilmente en Stuttgart. En 1995 rompió el récord mundial en los 5000 m en Roma con un tiempo de 12:55.30 min. Después de recoger su tercer medalla de oro en el Campeonato Mundial de Gotemburgo también estableció un nuevo récord en los 3000 m obstáculos en Zúrich con un tiempo de 7:59.18 min.
Un año después, perdió una medalla de oro Olímpica de nuevo cuando quedó segundo en la final en Atlanta.

## Principales logros
- 1990
  - Campeonato Africano de Atletismo de 1990 - El Cairo (Egipto).
    - Medalla de oro en los 1.500 m

  - Campeonato Mundial de Atletismo Júnior de 1990 - Plovdiv (Bulgaria).
    - Medalla de oro en los 1.500 m
- 1991
  - Campeonato mundial de atletismo de 1991 - Tokio (Japón).
    - Medalla de oro en los 3000 m obstáculos

  - Juegos Panafricanos de 1991 - El Cairo (Egipto).
    - Medalla de oro en los 3000 m obstáculos
- 1993
  - Campeonato mundial de atletismo de 1993 - Stuttgart (Alemania).
    - Medalla de oro en los 3000 m obstáculos
- 1994
  - Juegos de Buena Voluntad de 1994 - San Petersburgo (Rusia).
    - Medalla de oro en los 5.000 m
- 1995
  - Campeonato mundial de atletismo de 1995 - Gotemburgo (Suecia).
    - Medalla de oro en los 3000 m obstáculos
- 1996
  - Juegos Olímpicos de Atlanta 1996 - Atlanta (Estados Unidos).
    - Medalla de plata en los 3000 m obstáculos
- 1997
  - Campeonato mundial de atletismo de 1997 - Atenas (Grecia).
    - Medalla de plata en los 3000 m obstáculos